# 曹袞
曹 袞（そう こん、? - 235年）は、中国三国時代の魏の皇族。父は曹操。生母は杜氏。異母兄は曹丕（文帝）。同母兄は曹林。同母妹は金郷公主（何晏の夫人）。異父兄は秦朗。子は曹孚。

## 生涯
建安21年（216年）、平郷侯に封ぜられた。しかし翌建安22年（217年）、東郷侯に改封され、同年のうちに賛侯に改封された。
黄初2年（221年）、賛公に昇進した。
黄初3年（222年）、北海王となった。瑞祥が出たため曹丕に上奏して徳を称えたところ、黄金十斤を下賜された。
黄初4年（223年）、賛王となった。さらに黄初7年（226年）、濮陽王となった。
太和2年（228年）、領国に赴いた。
太和5年（231年）冬、入朝したものの禁令に違反した。しかし翌太和6年（232年）、中山王となった。
青龍元年（233年）、所管の役人が曹袞の起こした罪を上奏したが、曹叡（明帝）は平素の曹袞の振る舞いを顧慮するよう命令した。このため2つの県と750戸を削ることに留められた。
青龍2年（234年）、曹袞の神妙な態度が評価され、削った領邑が元に戻された。
翌青龍3年（235年）秋、病気に罹った。曹叡は医者を派遣し、見舞いの品を送らせるとともに、生母の杜氏や同母兄の曹林との面会も許した。病が重くなると曹林に後事を託し、遺言を遺して亡くなった。中山恭王と諡された。
子の曹孚が世襲した後、景初・正元・景元の各年間の間に何度か加増を受け、領邑は合わせて3400戸になったという。

## 人物
曹袞は少年時代から学問好きで、十数歳で優れた文章を記したといわれる。周囲の者は学問に熱心なあまり病気になることを心配し、読書を控えるよう忠告したが、止めることはできなかった。曹袞は生涯の内に二万余字の文章を著したという。才能は曹植に及ばなかったものの、よく張り合うほどだったといわれる。
また性格は穏やか質朴であり、周囲の者が爵位の昇進を祝ったりその善行を上奏すると、かえって驚き恐れたという。また、自分の妻や愛妾たちにも機（はた）を織らせ、倹約に励んだ。